# Josef Freinademetz
José Freinademetz (Abtei-Oies, Tirol Meridional, 15 de abril de 1852 - Taikia, Shantung, 28 de janeiro de 1908) foi um padre católico e missionário da Congregação do Verbo Divino na China. É considerado santo pela Igreja Católica e canonizado em 5 de Outubro de 2003 pelo Papa João Paulo II. Na China ficou conhecido como Fu-Schenfu que quer dizer "felicidade" (fu) e "sacerdote" (schenfu).
Nasceu numa das aldeias do Tirol denominada Ojes, situada a 2 km da paróquia de Badia, localidade habitada pelos ladinos. Era o quarto filho de João Matias Freinademetz e de Ana Maria Alyzang. Freqüentou a escola primária de 1858 a 1862 na terra natal e mais dois anos em Bressanone. Apresentou-se para o secundário em 1864 tendo estudado com os agostinhos regulares.
Foi ordenado sacerdote pelo bispo Vicente Gasser, na catedral da Sé episcopal em 25 de julho de 1875, ainda no terceiro ano do seminário e com dispensa de idade, inicialmente foi vigário paroquial na paróquia de São Martim, dois anos depois ingressou na Congregação do Verbo Divino. 
Em 1879 foi enviado à China pelo fundador da Congregação, Pe. Arnaldo Janssen, ali foi pró-vigário, administrador diocesano e provincial da sua ordem. Adotou os costumes chineses tanto no vestir como no domínio do idioma. Faleceu aos 56 anos vítima de tifo.
O seu processo de beatificação teve início em 1936. Em 19 de outubro de 1975 foi declarado beato na Basílica de São Pedro em Roma pelo Papa Paulo VI e posteriormente canonizado no dia 5 de outubro de 2003 pelo Papa João Paulo II.

## Biografia
José Freinademetz nasceu em Oies, um pequeno lugar de cinco casas nos montes Dolmitas do Tirol Meridional - nesse tempo pertencentes à Áustria, hoje à Itália -, sendo batizado no mesmo dia. Da sua família herdou as simples mas inabaláveis crenças e uma diligência incansável.
Já durante os seus tempos de estudante no seminário da Diocese de Brixe começou seriamente a pensar no trabalho missionário como o seu possível caminho de vida. Depois da sua ordenação a 25 de Julho de 1875 foi lhe indicada a paróquia de St. Martin in Thurn, não muito longe do seu local de nascimento. Depressa ganhou o coração dos seus paroquianos. No entanto, a ideia de ser missionário nunca o deixou e apenas dois anos após a sua ordenação criou, em conjunto com Arnaldo Janssen, em Steyl (Holanda), a primeira casa missionária alemã, a partir da qual se formaram posteriormente os Missionários do Verbo Divino.
Com a autorização do seu bispo Vicente Gasser, Freinademetz seguiu para a casa missionária de Steyl em Agosto de 1878. A 2 de Março de 1879 recebeu a sua cruz missionária e, juntamente com outro missionário, João Baptista de Anzer, partiu para a China. Após cinco semanas aportam em Hong Kong e nesta cidade se prepararam durante dois anos para o próximo passo. Iriam para a província de Shantung em 1881, que nessa altura tinha 158 batizados em 12 milhões de habitantes.
Os anos seguintes foram extremamente difíceis, marcados por longas e laboriosas viagens, assaltos de ladrões, e muito trabalho na construção das primeiras comunidades cristãs. No entanto, assim que uma comunidade se tinha começado a desenvolver, o bispo em funções chamava-o a abandonar tudo e a começar tudo de novo noutro local.
José Freinademetz percebeu rapidamente a importância da colaboração de leigos dedicados para o enraizamento de uma comunidade, sobretudo na catequese. Por essa razão valorizou muito a sua formação e elaborou um catequismo em chinês. Além disso, dedicou-se, juntamente com Anzer, que entretanto se tinha tornado bispo, à disseminação de comunidades espirituais e ao treino de padres chineses, tal como de outros missionários.
Além disso, empreendeu, alternadamente vários e importantes cargos de responsabilidade: foi organizador da região missionária, reitor do seminário, líder espiritual dos primeiros padres chineses e, finalmente, principal de província. Exerceu a sua autoridade como um irmão mais velho, tratando sempre os seus subordinados com respeito. Era também admirado especialmente devido à vida exemplar que levava e ao seu espírito de missão.
Toda a sua vida foi marcada pelo desejo de ser um chinês entre chineses. Assim escreveu aos seus semelhantes: "Eu amo a China e os chineses; aqui quero morrer e junto deles ser enterrado". Em 1889 o trabalho incansável e o seu desprendimento cobraram o seu tributo. Uma doença na laringe e um princípio de tuberculose obrigaram Josef Freinademetz a uma fase de repouso. O bispo e os outros religiosos arrastaram-no para um estadia no Japão, a princípio para um restabelecimento completo da sua saúde. Voltou melhor para a China, mas não totalmente curado.
Uma vez enviou um grupo de órfãos do interior para a costa de Qingdao onde estavam relativamente seguros. Por eles enviou uma carta ao seu correlegionário de Qingdao na qual escrevia: Eles (os órfãos) estão dependentes da ajuda de outros. Tenha contudo a amabilidade de também os ajudar. Na situação em que eles se encontram, não podemos ter qualquer dúvida em fazer algumas tarefas adicionais para ajudarmos quem pode ser salvo. E acrescentou: Penso que seria melhor vender os cavalos.
Uma vez que o seu Bispo teve de ir mais uma vez à Europa, Freinademetz foi mais uma vez encarregue da administração da Diocese. Durante este período ocorreu uma epidemia de tifo. Freinademetz, como bom guia da sua comunidade, ajudou incansavelmente no que pôde, vindo ele próprio a contrair a doença. Imediatamente voltou para Taikia, sede do Bispado. Aí morreu a 28 de Janeiro de 1908. Foi enterrado na décima segunda estação da Via Sacra. A sua sepultura tornou-se rapidamente um local de visitas e de admiração para os cristãos. 
José Freinademetz aprendeu a descobrir e a viver a grandiosidade cultural do povo ao qual foi enviado. Toda a sua vida dedicou à tarefa da evangelização, da propagação da mensagem do amor de Deus aos homens e tentou tornar esse amor realidade através da constituição das comunidades cristãs chinesas. Orientou a sua comunidade para se abrir em solidariedade relativamente aos seus vizinhos e encorajou os chineses baptizados a serem missionários junto dos seus nacionais como catequistas, pessoas consagradas ou padres. Toda a sua vida foi a materialização do seu lema: A linguagem que todos compreendem, é a do amor.
Freinademetz foi beatificado em 1975 e, a 5 de Outubro de 2003, considerado santo pelo papa João Paulo II, juntamente com o missionário de Steyl, Arnaldo Janssen e Daniel Comboni, um importantante missionário em África.

## Obra escrita
- Joseph Freinademetz, Sanctissimum Novae Legis Sacrificium, 1.ed., Verl. der kath. Mission, Yenchowfu (China) 1915, VII + 161 pp. 2.ed. Typographia Apostolica Domus Missionum ad S. Michaelem: Steyl 1948, VIII + 141 pp.
- Jakob Reuter, Die Predigten von Joseph Freinademetz vor seiner Ausreise nach China, Apud Collegium Verbi Divini: Romae 1970, 84 pp.
- Josef Freinademetz SVD, Berichte aus der China-Mission, (Analecta SVD 27, 1973) Apud Collegium Verbi Divini, Romae 1974, 171 pp.
- José Freinademetz, Relatos de la mision en China, Editorial Verbo Divino, Estella (Navarra) 1976, 219 pp., ISBN 84-7151-199-1.
- Joseph Freinademetz, Über den Geist der Societas Verbi Divini, (Analecta SVD 40) Romae 1977, 91 pp.
- Joseph Freinademetz, The Most Holy Sacrifice of the New Covenant, translated by Stan Plutz SVD, Tagaytay/Philippines 1980, 2. ed. 1986, 146 pp.
- Josef Freinademetz, Briefe an die Heimat, Sekretariat Josef Freinademetz,Oies - Abtei (BZ) 2009, 199 pp.
- Richard Hartwoch (ed.), Arnold Janssen and Joseph Freinademetz. Correspondence between two saints (1904-1907), (Analecta SVD - 97), Apud Collegium Verbi Divini: Romae 2008, 287 pp.

## Literatura
- F. Kachel : Dias de Oracâo em honra do B. José Freinademetz. S. José dos Pinhais 1980, 24 pp.
- J. Reuter - A. Schwab : Modelo e Intercessor Junto a Deus. Juiz de Fora 1976, 40 pp., 3. ed. 1980.
- S. Lichius - R.Pena, Fu-Schenfu. Vida do Pe. José Freinademetz. Juiz de Fora 1958.
- F. Kachel : Fu-Shenfu. Um Amigo dos Chineses. Juiz de Fora 1963, 65 pp.; 2. ed. ‘Padre Feliz’, Ponta Grossa 1975, 131 pp., 4. ed. 1984, 140 pp.
- J. Reuter : O Beato José Freinademetz. (trl. J. Wisniewski), Juiz de Fora 1980, 44 pp.
- D. Barsotti : O Beato J. Freinademetz conforme suas cartas.(trl. J. Wisniewski),  Juiz de Fora 1976, 59 pp.
- Fritz Bornemann :  Entre Mandarines y Bandoleros. José Freinademetz. (trl. E. Saffer), Santiago, Chile 1983, 330 pp.
- C. Pape – J. Vergara, José Freinademetz, Um Tirolês que Amou os Chineses. Lisboa 2003.